# Emma Wilson
Emma Wilson (* 7. April 1999 in Nottingham) ist eine britische Windsurferin.

## Erfolge
Emma Wilson wurde bei den Juniorinnen mehrfach Weltmeisterin. Im Seniorenbereich gewann sie 2018 in Sopot ihre erste Medaille, als sie bei den Europameisterschaften den dritten Platz belegte. Ein Jahr darauf wurde sie in S’Arenal Vizeeuropameisterin.
Wilson nahm an den 2021 ausgetragenen Olympischen Spielen 2020 in Tokio teil, bei denen sie im Windsurfen vier der ersten zwölf Wettfahrten gewann. Sie ging als Zweite in das abschließende Medal Race und beendete dieses ebenfalls auf dem zweiten Platz, womit sie noch von der punktgleichen Französin Charline Picon vom Silberrang verdrängt wurde und als Dritte die Bronzemedaille gewann. Olympiasiegerin wurde die Chinesin Lu Yunxiu, die mit 36 Gesamtpunkten die Regatta mit zwei Punkten weniger als Picon und Wilson abschloss. Bei den Europameisterschaften 2022 in Torbole wurde Wilson Zweite. Die Weltmeisterschaften in Den Haag und die Europameisterschaften in Patras schloss Wilson 2023 wiederum jeweils auf dem dritten Platz ab. Ein Jahr darauf wurde sie in Lanzarote Vizeweltmeisterin.
Bei den Olympischen Spielen 2024 gewann Wilson acht der ersten 14 Wettfahrten mit dem iQFoiL und war mit 18 Punkten die beste Surferin der Vorrunde. Sie erhielt dadurch ebenso wie die Italienerin Marta Maggetti und die Israeli Sharon Kantor ein Freilos im Viertelfinale, musste aber im Gegensatz zu Maggetti und Kantor auch nicht im Halbfinale starten, sondern zog direkt ins Finale ein. In diesem traf sie auf Maggetti und Kantor, die sich im Halbfinale durchgesetzt hatten. Maggetti gewann das abschließende Finalrennen und wurde Olympiasiegerin, vor Sharon Kantor und der auf Rang drei platzierten Wilson, die damit erneut die Bronzemedaille erhielt.
Ihre Mutter Penny Way-Wilson hatte Großbritannien bei den Olympischen Spielen 1992 in Barcelona und 1996 in Atlanta vertreten.